# Elgueta
Elgueta (oficialmente en euskera: Elgeta) es un municipio de la provincia de Guipúzcoa en el País Vasco, España. Pertenece a la comarca del Alto Deva. Tiene una población de 1119 habitantes según datos del Instituto Nacional de Estadística de 2023  y una superficie de 16,83 km². Su densidad poblacional es de 66,49 hab./km².
Se ubica en un promontorio poco resguardado, estratégicamente situado en la frontera de Guipúzcoa con Vizcaya. Desde los primeros tiempos de la historia de la comunidad, su economía ha sido eminentemente rural (ganadería y explotación forestal principalmente). La creación de polígonos industriales en los últimos años del siglo XX ha dado lugar al establecimiento de un número relevante de empresas.
Históricamente la ubicación estratégica de la villa la ha hecho participar en las guerras que se han producido en estas tierras. Así, en el siglo XIX sufrió la participación en todas ellas, desde la de la independencia hasta las carlistas. En el siglo XX el frente de la guerra civil se mantuvo justo en el municipio hasta la primavera de 1937, sufriendo los continuos ataques desde el valle del Deva y los bombardeos de la aviación.
La cercanía de núcleos importantes ha absorbido cierta parte del desarrollo propio del municipio, siendo estos los que han recibido las aportaciones de la mano de obra y del comercio de los habitantes de Elgueta. El escudo de armas del pueblo es una hoz de cortar leña, y unos abrojos en campo de gules.

## Toponimia
De las villas fundadas en la Edad Media en Guipúzcoa, Elgueta fue una de las pocas en recibir un nombre de origen inequívocamente vasco, ya que los reyes castellanos tenían la costumbre de bautizar las nuevas villas con nombres romances.
Elgueta fue fundada por el rey Alfonso XI en 1335; en la carta puebla que concedió se lee: 

...por facer bien y merced a todos los que quisieren venir, poblar e morar en la puebla nueva que se face en los campos de Maya, a la cual puebla ponemos el nombre de Elgueta, que es frontera de vizcaya.

Elge (se pronuncia elgue) o elke significa en lengua vasca campo cultivado y el sufijo -eta es un sufijo locativo que indica lugar, así que la traducción de Elgueta sería lugar del campo cultivado. La referencia en la carta puebla a que Elgueta se encontraba en los campos de Maya casa bien con esta etimología.
Tradicionalmente el nombre del pueblo se ha transcrito como Elgueta, aunque desde 1980 es oficial la grafía Elgeta, que es el mismo nombre, pero transcrito con las normas ortográficas modernas de la lengua vasca.
Los lugareños, al hablar en euskera, suelen acentuar el nombre como élgueta. Fuera de la comarca, en el resto del País Vasco, por influencia de la pronunciación en castellano se acentúa como elgueta.
El gentilicio es elguetarra (se escribe elgetarra en euskera).

## Geografía
Elgueta se sitúa entre las cuencas del río Deva y Ego en Guipúzcoa, y el río Ibaizábal en Vizcaya, a 462 m sobre el nivel del mar, haciendo frontera entre las provincias antes citadas. Es el pueblo más alto de Guipúzcoa y está casi equidistante de Éibar (a 8 km), Vergara (a 6 km) y Elorrio (Vizcaya) (a 6 km), lo que le convierte en un cruce de caminos importante, aun cuando estas rutas son carreteras secundarias. La proximidad de estos municipios hace que los servicios se presten en ellos, así como los enlaces con las rutas de comunicación principal.
La distancia a San Sebastián, capital de la provincia, es de 78 km y a Bilbao, capital de Vizcaya, es de 45 km.
Elgueta limita con los siguientes municipios: al norte con Éibar y Zaldívar (Vizcaya); al sur con Mondragón; al este con Vergara y al oeste con Elorrio y Zaldívar (ambos en Vizcaya).
Junto con el núcleo urbano el municipio de Elgueta está compuesto por los siguientes barrios todos ellos eminentemente rurales: Aixola, Goimendi, Egotxeaga, Larragibe, Aranzeta, Uriburu, Uriarte, anzuategi, Isusigarra, Errota y Asentzio.

### Hidrografía
La situación de Elgueta en lo alto del territorio hace que todos los ríos sean pequeños ya que, en el territorio municipal, tienen la parte alta de su cuenca.
Los ríos que cruzan el municipio son, Ibur, Ubegui, Ubera y Anguiozar. Tuvo hasta doce molinos en ellos.

### Orografía
Ubicada en la divisoria de aguas entre las cuencas del río Ego, el río Deva y el Ibaizábal, este ya en Vizcaya. El terreno es montañoso sin prácticamente sitios llanos. La naturaleza de este es de rocas calizas y margas areniscosas.
Se hallan en jurisdicción municipal los siguientes montes, Intzorta, peña de Eguaspe, Larrabilburu, Azconabieta, Udalaitz y Larraluze, con buenos pastos y restos de arboledas de haya y roble y plantaciones de pino insigne designadas a la explotación forestal.

## Historia
Aunque en el territorio municipal no se han encontrado restos prehistóricos estos si han aparecido en las localidades cercanas como Éibar y en el duranguesado.
En la Edad Media se empezaron a asentar pobladores en la zona de Ubera, alrededor de los caseríos de Jaolaza y Olaegi, que se encuentran en el camino hacia Vergara. Cerca de estos caseríos están los restos del Santuario de Nuestra Señora de Uriarte que es el primer lugar de culto cristiano del que se tiene noticias en la zona y que data del siglo XIV.
El rey Alfonso XI extiende la carta puebla de fundación de la villa el 13 de septiembre de 1335 en Valladolid y, en la misma, le concede el fuero de Vitoria. La fundación se hace en tierras de Maya. La carta dice; 

...por facer bien y merced a todos los que quisieren venir, poblar e morar en la puebla nueva que se face en los campos de Maya, a la cual puebla ponemos el nombre de Elgueta, que es frontera de vizcaya.

La villa quedó amurallada haciendo esta la función común de defensa, era una plaza en la frontera con Vizcaya, y demarcación de fuero. En 1338 se le dan privilegios para fomentar la ganadería, estos fueron ratificados en 1371, lo que le dejó al margen de las bonanzas económicas que en los siglos XIII y XIV produjeron los auges de las ferrerías y el comercio de hierro y lana castellana. La necesidad de atraer gentes para poblar la villa llevó a que se dieran ciertos privilegios que en Guipúzcoa, solo los tendría Fuenterrabía.
Elgueta tuvo relación a finales de la Edad Media con las guerras de bandos o banderizos. Algunos de los Parientes Mayores del territorio guipuzcoano estuvieron divididos en dos bandos enfrentados: los partidarios de Gamboa y los de Oñaz, también conocidos como los gamboínos y oñacinos. El primer Señor de Elgueta y Pariente Mayor del lugar fue Juan Sanz de Elgueta y perteneció al bando de los gamboínos. El nieto de García de Elgueta, Ochoa de Elgueta y Lasarte, fue desterrado del País Vasco en 1456 por el rey de Castilla Enrique IV al Cubo de la Sierra, Soria, por su participación en la quema o incendio de Mondragón (1448) durante las guerras de bandos.
La importancia de la designación en la producción forestal y ganadera mantuvo como base de la economía de Elgueta hasta el bien entrado el siglo XIX. Las relaciones con la vecina Éibar sufrieron una crisis en el siglo XV cuando se desató un pleito por cuestiones de límites, años después pleitearon por el lugar a ocupar en las juntas generales y el orden de la emisión del voto, se resolvió adjudicando a Éibar el puesto a la izquierda del corregidor y el emitir el voto antes el representante de Elgueta que se sentaba a la derecha. La guerra de la Convención (1793-1795) afecto negativamente al municipio cuando este se vio obligado a pagar gastos vendiendo patrimonio municipal, tierras comunales. En el siglo XVII la iglesia parroquial, dedicada a la Asunción de Nuestra Señora, estaba servida por un cura y cinco beneficiados y pertenecía al obispado de Calahorra (La Rioja).

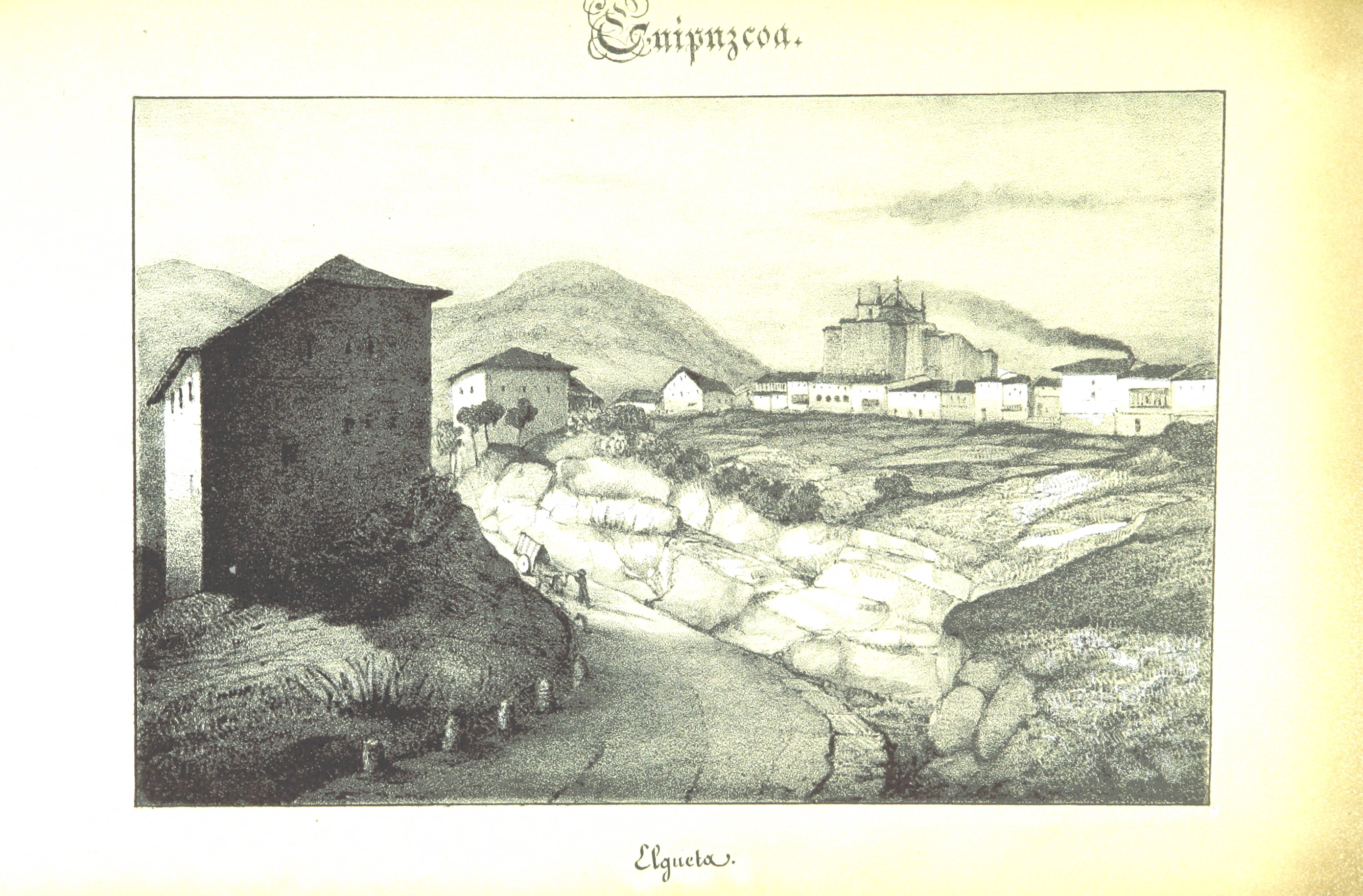
Vista de la localidad en la primera mitad del

La guerra de la Independencia, 1808-1814, afectó a la villa. La participación fue activa y para sufragarla tuvo que volver a vender bienes comunales y llegaron a hipotecar el tesoro de la iglesia. Esta racha de pagos por guerras siguió con las Carlistas que ahondaron más el agujero económico del municipio. En la primera guerra Carlista vio la última arenga del pretendiente antes de pasar a Francia y en la segunda fue testigo del último intento de resistencia a las tropas alfonsinas.
En la tercera guerra carlista, el 5 de febrero de 1876 se enfrentaron carlistas y liberales en la localidad vizcaína de Abadiano en lo que se conoce como la acción de Abadiano. En ella fueron derrotados los batallones carlistas de Carasa, Cavero y Ugarte por las divisiones liberales mandadas por Loma, Zacarías González Goyeneche, Álvarez Maldonado y Baldomero Villegas. La retirada se efectuó por el alto de Elgueta con dirección a Zumárraga registrándose operaciones militares en el puerto. La industrialización no llegaría a tierras elguetarras hasta mediados del siglo XX, aunque a finales del XIX se abrieron pequeños talleres artesanales. La implantación industrial, que siguió el crecimiento de las comarcas del Bajo y Alto Deva.
En 1927 se separaron los barrios de Anguiozar y Ubera uniéndose a Vergara. La vinculación del municipio con el montañismo vasco se inició el 18 de mayo de 1924 cuando acogió el nacimiento de la Federación Vasco Navarra de Alpinismo. En la guerra civil el frente se detuvo en el municipio hasta la primavera de 1937. Mientras que la parte norte, las laderas que bajan a Vergara, caían en el bando de los insurrectos a la legalidad republicana, el núcleo urbano y el resto del territorio quedaba en la parte leal a la república. La línea del frente pasaba por el llamado camino de los toldos (que hoy en día es la carretera que une el municipio con el puerto de Kamparzar). Los montes Intxortas fueron uno de los últimos sitios por donde se rompió el frente antes de la toma de Vizcaya. Los combates fueron muy duros quedando el pueblo muy afectado tanto en daños económicos como en víctimas. Las tropas insurrectas, encabezadas por los requetes de la IV Brigada de Navarra entraron en el pueblo el 24 de abril de 1937. Tras la contienda se realizó la reconstrucción de municipio donde el Servicio Nacional de Regiones Devastadas y Reparaciones realizó la casa consistorial.
El crecimiento industrial que se dio en los municipios vecinos durante la dictadura de Franco influyó en el municipio e hizo que su población aumentara al recibir gentes de otras regiones de España.
En la última parte del siglo XX y de la primera del XXI se han establecido muchas empresas en los polígonos industriales que se han habilitado en el municipio. La economía de la población ha dejado de estar basada en el sector primario, pasando el secundario a tener un peso muy importante.
La población elguetarra es eminentemente vascohablante, hablándose la variedad vizcaína, como en Éibar y en el Alto Deva.

## Demografía
Elgueta cuenta con una población de 1130 habitantes (INE 2024).
| Gráfica de evolución demográfica de Elgueta entre 1842 y 2021                                                       |
| |
| Población de derecho según los censos de población del INE Población de hecho según los censos de población del INE |

### Transporte y comunicaciones
Situada en la carretera que une Vergara con Elorrio, el antiguo Camino Real, hoy GI-2632 y BI-4314, a la que se unió la apertura de la carretera a Éibar en el siglo XIX, la actual GI-2639 y ya en el siglo XX la habilitación del Camino de los Toldos entre Elgueta y el puerto de Campázar, la actual GI-2639 donde se une con la carretera Mondragón-Elorrio, el eje Beasáin Durango, GI-632 o BI-632. Ha hecho del municipio un cruce de caminos importante, aun cuando estos no son de primera categoría, pero relevantes para la comunicación local intercomarcal. 
Los demás medios de locomoción quedan disponibles en las ciudades vecinas, el ferrocarril de la línea Bilbao San Sebastián de Eusko Trenbideak en Éibar y Durango, la autopista AP-8 también en estos municipios y en Vergara enlaza con la autopista AP-1 entre Éibar y Vitoria.
Los aeropuertos están en las capitales y los puertos, deportivos y de pesca en la cercana costa, en Deva y Ondárroa y de pasajeros y carga el puerto de Bilbao y el de Pasajes.

## Economía
Desde su fundación la economía de la villa siempre ha estado basada en el sector primario. La ganadería y la explotación forestal, junto con la actividad agrícola, esta en menor grado, fueron los pilares básicos de su fuente de ingresos. El hecho de que esté ubicado en la altura con pequeños ríos que nos servían como motor hidráulico para las ferrerías la dejó al margen de la industrialización que se daba en los municipios vecinos. Elgueta suministraba carbón vegetal y leña, así como mano de obra. Hoy en día el sector industrial tiene el peso principal en la economía del municipio con muchas empresas ubicadas en él. En el año 1996 la distribución de la ocupación en la villa era; el 4,24 % de la población ocupada trabajaba en el sector primario, el 48,54% en el sector industrial, el 4,51 % en el sector de la construcción y el 42,71 % en el sector servicios.
El sector primario, que fue desbancado de la cabeza de la economía municipal en 1965 por la industria, sigue siendo importante. Se centra en algunas explotaciones ganaderas y en pequeñas explotaciones agrícolas de carácter de autoconsumo y de pequeña producción que se comercializa en los mercados de las ciudades vecinas. Está basado en el tradicional caserío (baserri) y viene siendo explotado, principalmente por la mujer mientras que el hombre tiene como actividad principal el trabajo en la industria. La explotación forestal mantiene su importancia y los montes del municipio tienen muchos bosques de árboles madereros mayormente de pino Insginis.
El sector secundario, la pequeña industria artesanal que empezó a aparecer en los siglo XVIII y XIX adquirió importancia en la segunda mitad del siglo XX. Se han creado polígonos industriales que acogen un buen número de empresas. La mayoría de estas empresas están vinculadas con la transformación metálica, como ocurre en el resto de las comarcas que rodean el municipio. El sector de la automoción tiene mucha importancia así como el de la construcción y reparación de máquinas de vending o el decoletaje industrial. Junto a la metalurgia la construcción tiene un lugar importante. Es relevante decir que los vecinos de Elgueta siempre se han desplazado a los municipios vecinos para trabaja en sus industrias y que han destacado por su actitud emprendedora fundando muchas empresas.
Empresas de Elgueta que según el Catálogo Industrial Vasco superan los 50 trabajadores:
- CIE Automotive: corporación multinacional del sector de componentes de automoción. Cuenta con dos empresas en Elgueta: CIE Recyde dedicada al decoletaje y mecanizado de piezas y CIE Alfa Deco, dedicada al mecanizado CNC de piezas. Ambas se unieron a CIE en 2007 cuando esta absorbió el Grupo Recyde, un pequeño grupo multinacional que era originario de Elgueta. Tienen en conjunto unos 150 trabajadores en la localidad.
- Tornillería Lema: tornillería y decoletaje de piezas de pequeño tamaño (tornillos)

El sector servicios, el sector servicios se limita al comercio del día al día y a la hostelería que se basa en el cruce de caminos que se da en la villa. Por lo demás es casi inexistente ya que todos los servicios se cubren en las ciudades vecinas de Éibar y Vergara. Históricamente este hecho, el cruce de caminos, ha sido rentabilizado económicamente.

## Administración y política
| Partido político                                             | 2015  | 2015       | 2011  | 2011       | 2007  | 2007       |
| Partido político                                             | %     | Concejales | %     | Concejales | %     | Concejales |
| Euskal Herria Bildu (EH Bildu)-Bildu                         | 56,07 | 5          | 37,69 | 3          | —     | —          |
| Gu Geu Elgeta                                                | 40,34 | 4          | —     | —          | —     | —          |
| Aralar                                                       | —     | —          | 37,85 | 4          | 39,13 | 4          |
| Euzko Alderdi Jeltzalea-Partido Nacionalista Vasco (EAJ-PNV) | —     | —          | 21,23 | 2          | —     | —          |
| Eusko Alkartasuna (EA)                                       | —     | —          | —     | —          | 32,45 | 3          |
| Eusko Abertzale Ekintza-Acción Nacionalista Vasca (EAE-ANV)  | —     | —          | —     | —          | 26,71 | 2          |

## Cultura

### Patrimonio

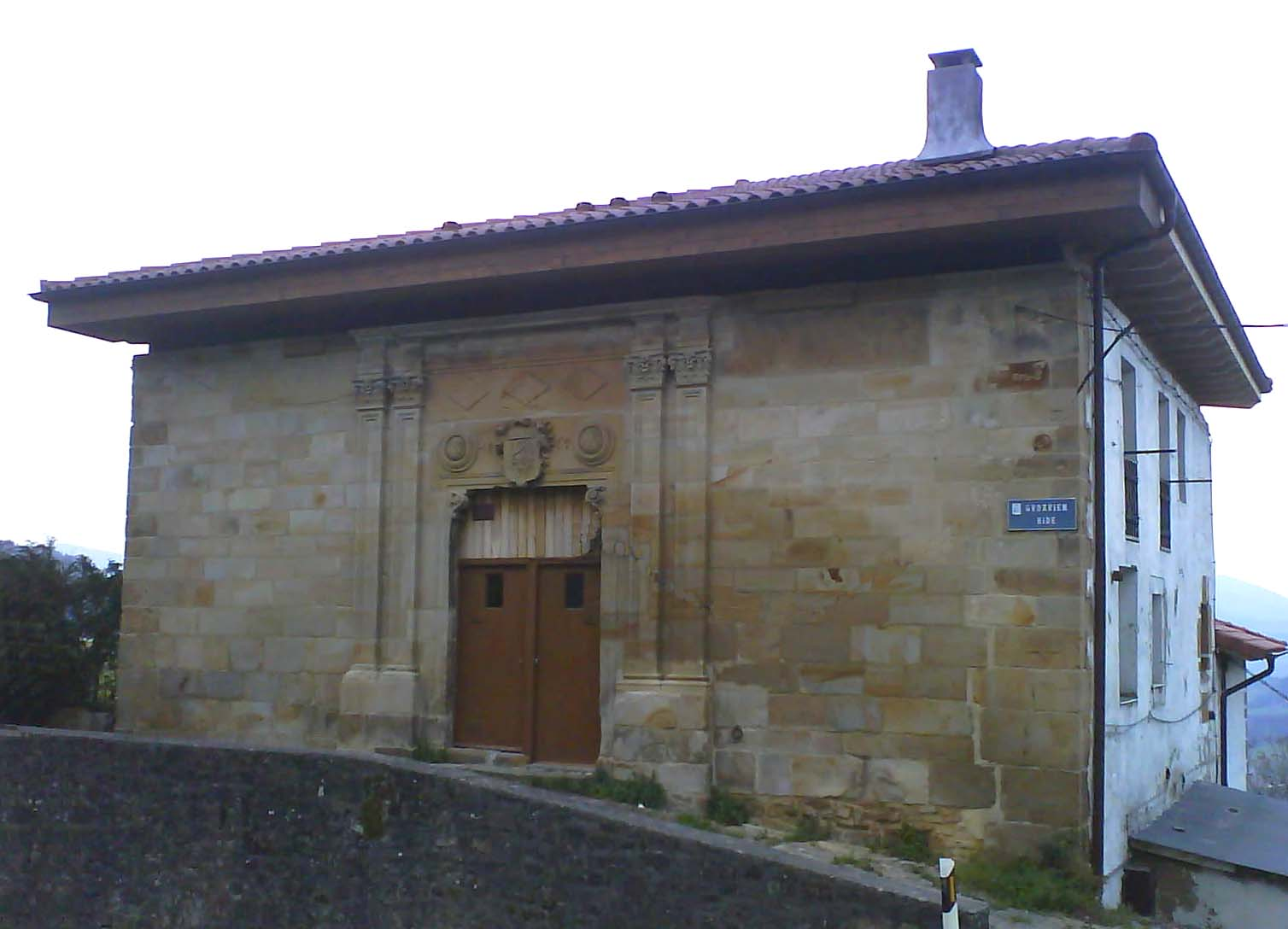
La torre de Urrupain

- Parroquia de Ntr. Sra. de la Asunción, del siglo XVI, documentada desde 1377 y modificado en el siglo XVI donde le dieron su aspecto actual, es un templo de una sola nave de tres tramos y bóveda de crucería. Tiene ventanales góticos. En el interior destacan el retablo de Santiago, renacentista y el altar mayor, barroco que data de 1604. Mantiene los enterramientos realizados en el suelo de la nave con las tumbas delimitadas y numeradas. En el exterior hay dos sepulcros góticos uno de 1470 y otro de 1563.

- La torre de Urrupain, también conocida como Casa Abidrío, data de 1564 y tiene una hermosa portada renacentista, se sitúa en la orilla de la carretera actual, antiguo Camino Real.

- Casa de la Diputación, de 1868 con un arco bajo el cual pasa la carretera de Elorrio es un emblema del pueblo.

- Ermita de Uriarte, en ruinas pero con una portada ojival del siglo XIII o XIV.

Aparte de estos monumentos hay varios caseríos de interés: Anzuategi Erdikoa del siglo XVII o las casas de la calle San Roque de los siglos XVI (el n.º 6) y XVI (el n.º 36), y edificios como Ostatu Txikia o la posada Torrezar. También hay algunos molinos y ermitas.

### Fiestas

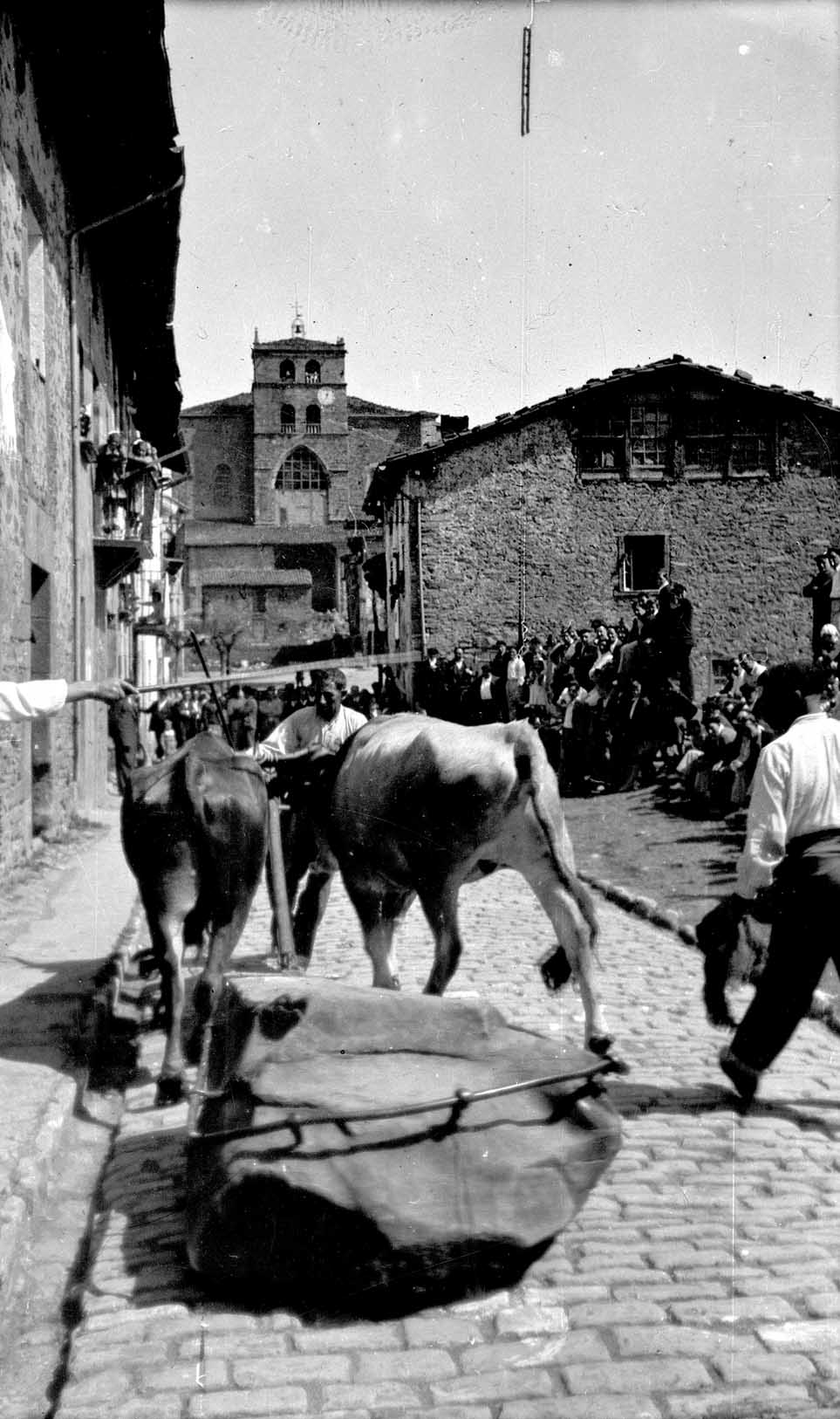
Prueba de arrastre de piedra por bueyes el 25 de abril de 1944 tomada por Indalecio Ojanguren

Las fiestas Mayores de la localidad son en honor de San Pedro y comienzan tres días antes del día del santo, el 29 de junio. El domingo siguiente se realiza la feria de ganado, productos artesanales y de caserío. El 15 de agosto son las fiestas en honor a su patrona la virgen de la Asunción.
Cada ermita del municipio celebra fiesta en honor de su santo así pues tenemos;
- Fiestas de Santiago, en barrio de Goimendi se celebra el 25 de julio.
- Fiestas de Saltador, el 6 de agosto.
- Fiestas de San Roque, el 15 y 16 de agosto.
- Fiestas de San Bartolomé, en barrio Zabaleta se celebra el 24 de agosto.
- Fiestas de Asensio, recuperada por el Gaztetxe (asociación de jóvenes) en 1995, la Ascensión se celebra cuarenta días después de Pascua de Resurrección en las campas donde esta la ermita dedicada a la Ascensión.
- Fiestas de San Blas, en el barrio de Arantzeta se celebra el domingo siguiente al día 3 de febrero, San Blas.